# Ustiuzjna
Ustiuzjna (ryska У́стюжна) är en stad i Vologda oblast i Ryssland. Folkmängden uppgick år 2015 till cirka 8 900 invånare.